# Несобя
Несобя (пол. Niesobia, Krzywosąd, Słodziej, Złodzieje) – шляхетський герб. Один з найстаріших польських гербів. Увічнений у пам'ятках, зокрема монастирі в Лодзі.

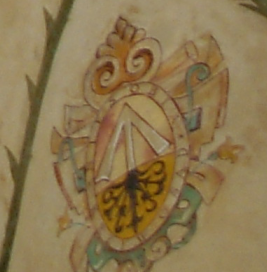
Герб Несобя в замку в Сандомирському Баранові

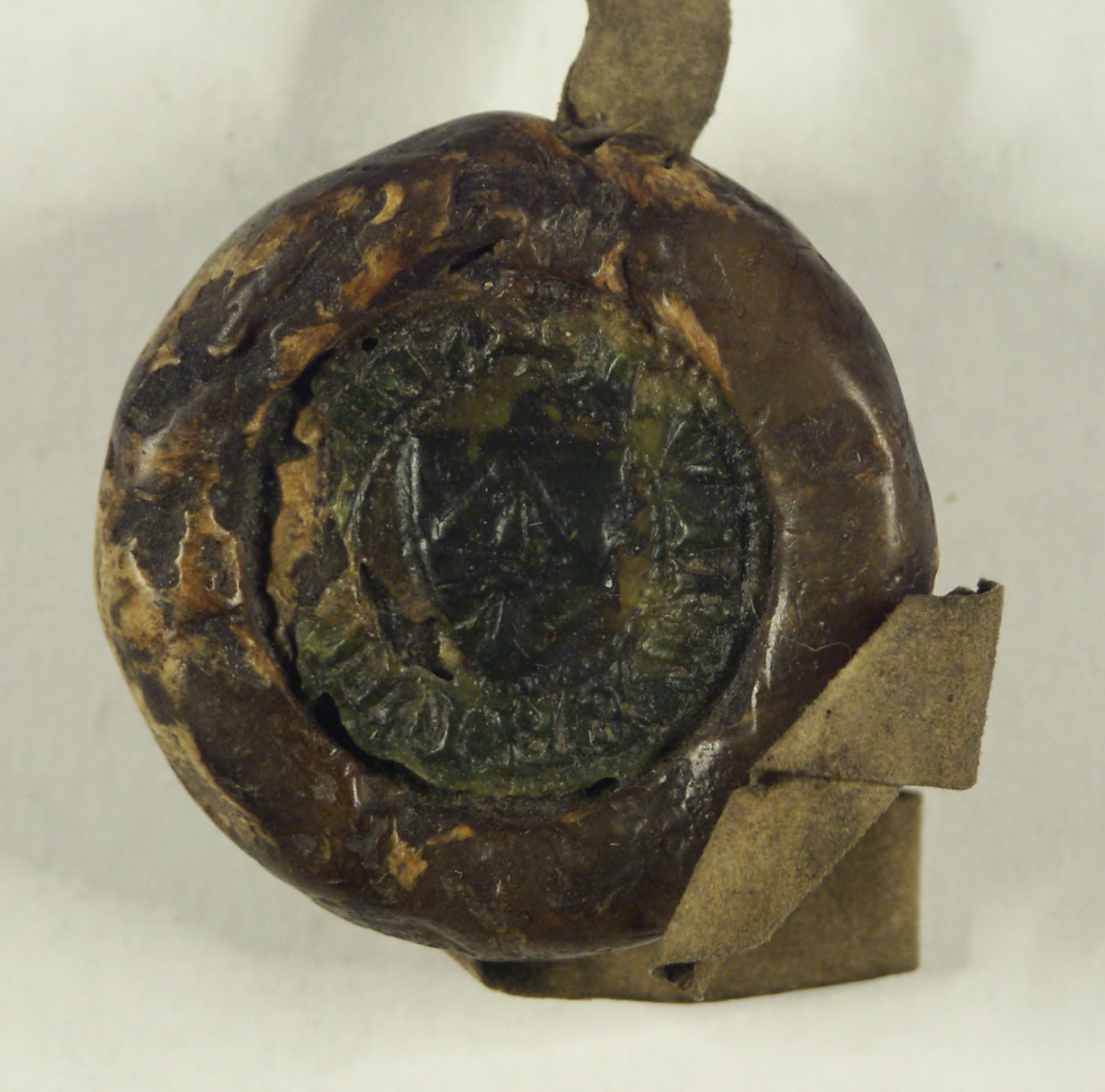
Печатка Вєржбієти, генерального старости Великопольського за документом від 1352 року (З колекцій) Державного Архіву в Познані)

## Опис герба
Щит пересічено, у першому червоному півполі срібна рогатина, що переходить в іншому золотому півполі в чорний орлиний хвіст. Клейнод: три пера страуса

## Найбільш ранні згадки
Відомий запис суду з 1424 року і середньовічна печатка від 1357 та 1363 років Вержбінта з Пеневіцу.

## Генезис
Виникнення герба сягає XI ст. – часів правління Казимира Відновника. Ймовірною причиною надання геба було передбачення результату битви з Чехами одного з королівських полковників (передбачення того ж результату було пов'язано з відстріленням хвоста чорного орла – звідси і зображення стріли і чорного орлиного хвоста в гербі). Назва герба, ймовірно, походить від назви річки Несоб, над якою відбуласязгадана битва.

## Роди
Список родів, що користувалися гербом Несобя відповідно до Гербовника польського Тадеуша Гейля:
Bacewicz, Bilanowski, Biskupski, Bobrownicki, Domuchowski, Doroszewski, Doruchowski, Gąsczyński, Gąszczyński, Gąściński, Gęszczyński, Goszczyński, Gubakowski, Kempisty, Kępiński, Kępisty, Kępski, Kiempiński, Kierzyński, Kieszczyński, Kompaniec, Krzywosąd, Krzywosądecki, Krzywosądzki, Kuszlejko, Kuszłejko, Leczycki, Lenczycki, Liwski, Łęczycki, Łęczyński, Mijamski, Mijomski, Miromski, Mironienko, Mirowski, Myjemski, Myjomski, Niemczyk, Niesobia, Niesobski, Omenta, Ometo, Omęta, Piekarski, Ponęcki, Prejkint, Pryzkint, Pryżgint, Sępiński, Srocicki, Strubicz, Strzałkowski, Średnicki, Użwencki, Wichert, Wierzbięta, Zembocki, Zębocki, Złodzej.